# A Scanner Darkly
A Scanner Darkly is een Amerikaanse sciencefictionfilm uit 2006. De film is gebaseerd op het gelijknamige boek van Philip K. Dick en werd digitaal opgenomen en vervolgens geanimeerd met behulp van het computerprogramma Rotoshop, dat gebruikmaakt van de rotoscooptechniek.

## Verhaal
Geheim agent Bob Arctor infiltreert zijn eigen vriendengroep in een onderzoek naar de psychoactieve stof Substantie D. Onder invloed van de drug raakt hij in een paranoïde identiteitscrisis.

## Rolverdeling
| Acteur            | Personage       |
| ----------------- | --------------- |
| Keanu Reeves      | Bob Arctor      |
| Robert Downey jr. | James Barris    |
| Woody Harrelson   | Ernie Luckman   |
| Winona Ryder      | Donna Hawthorne |
| Rory Cochrane     | Charles Freck   |
| Heather Kafka     |                 |
| Jason Douglas     |                 |
| Melody Chase      |                 |
| Dameon Clarke     |                 |
| Mitch Baker       |                 |